# Parc Argonne découverte
 (juin 2024).
L'article doit être relu — et modifié si nécessaire — par des contributeurs indépendants pour apporter un regard critique aux contributions effectuées en violation des conditions d'utilisation de Wikipédia, tant sur la forme (notamment concernant le style encyclopédique, la proportionnalité) que sur le fond (la neutralité de point de vue, la qualité et l'indépendance des sources).

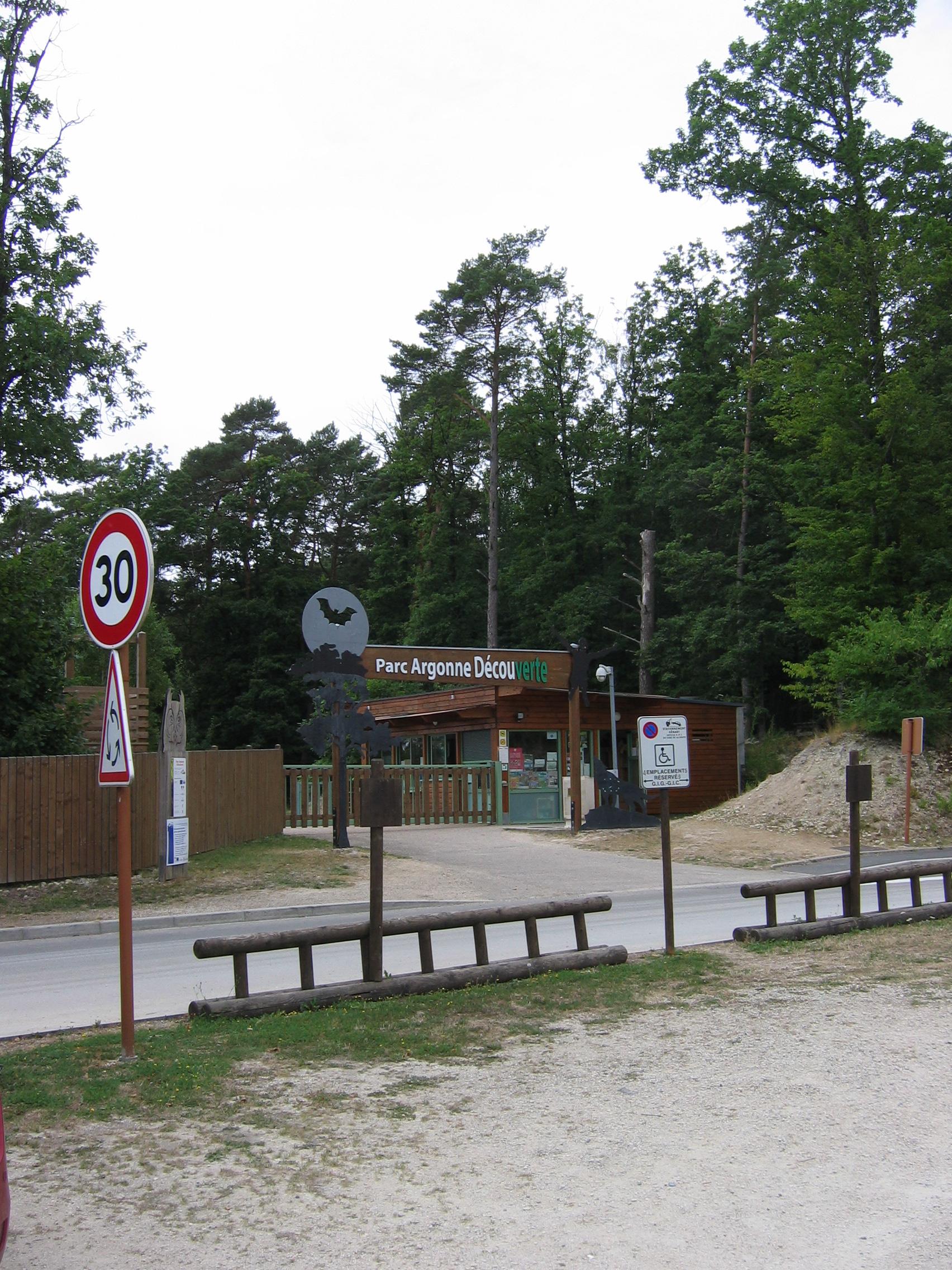
L'entrée.

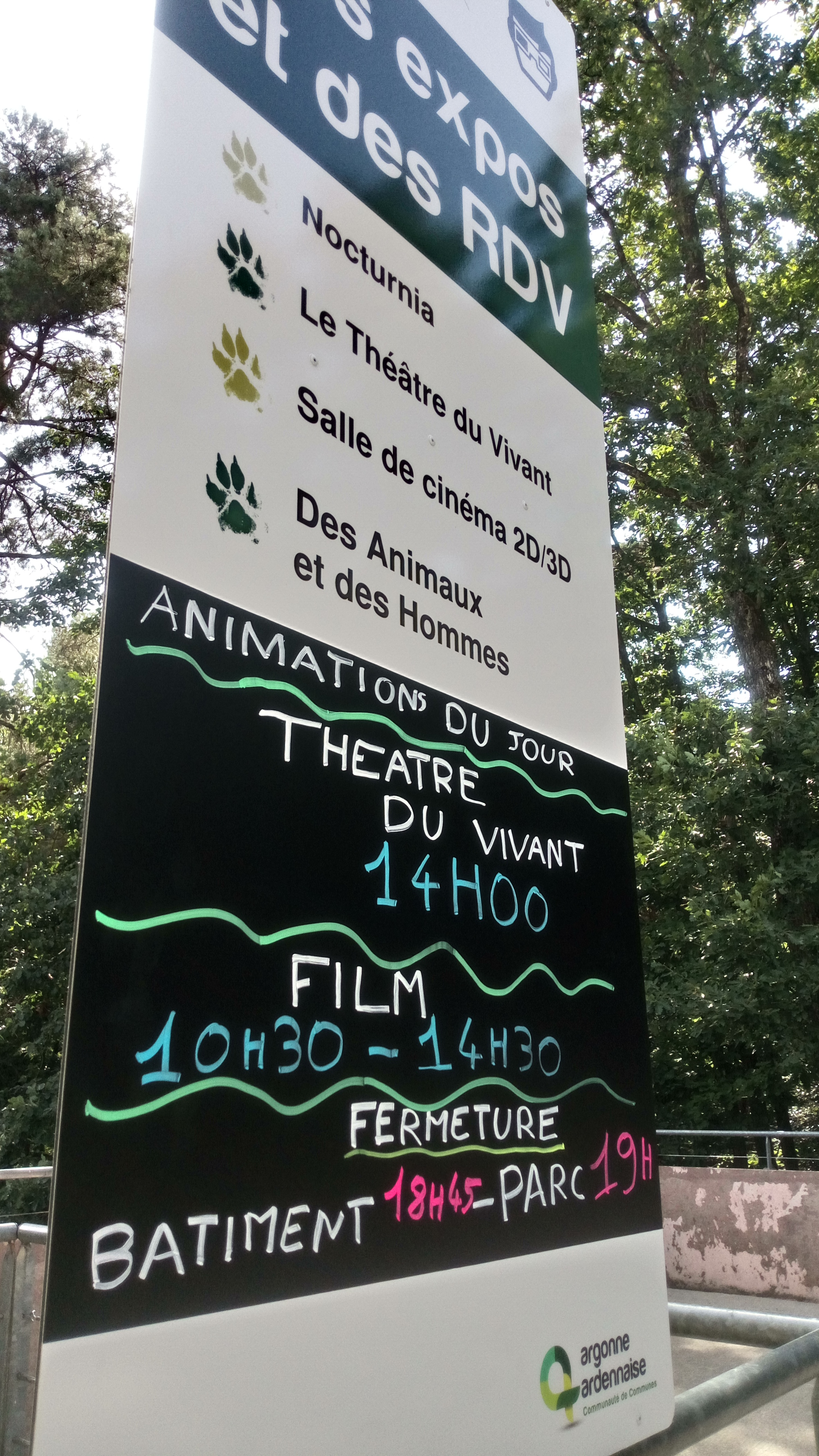
Indications pour le visiteur.

Le parc Argonne Découverte est un parc animalier et de loisirs installé dans la forêt d'Argonne  (forêt domaniale de la Croix-aux-Bois), sur le territoire de la commune de Olizy-Primat, dans le département des Ardennes.
Ce parc offre aux visiteurs des présentations animalières en visite libre, des rencontres avec les soigneurs animaliers (repas des loups, spectacle d'oiseaux, Théâtre du Vivant, Petite Ferme), et des activités plus ludiques (trampoline géant dans les arbres baptisé Hamac à Bonds).

## Historique
Ouvert en juin 2005, sous le nom Nocturnia, ce site touristique a été créé et est toujours géré par la Communauté de communes de l'Argonne Ardennaise (2C2A). L'offre originelle était axée sur le monde des animaux nocturnes, principalement sous forme scénographique. Les animations ont été conçues en partie avec le concours d'une équipe de scientifiques, le 2C2A-CERFE.. Depuis 2014, l'expo Nocturnia présente une quarantaine d'espèces animales (chauves-souris, genettes, insectes, rongeurs, grenouilles, fourmis...).
Les espèces les plus marquantes, présentées dans de vastes enclos forestiers, sont les loups gris d'Europe et les ratons-laveurs. Depuis 2013, des volières permettent de voir chouettes, hiboux, cigognes, vautours, buses et autres perroquets.
En 2009, le parc Argonne Découverte était le 1er site accueillant une réplique du Parcabout inventé par l'entreprise Chien Noir sur l'Île de Groix. Rebaptisé Hamac à Bonds, il a été agrandi et transformé à plusieurs reprises.
Les principaux points forts du parc Argonne Découverte sont :
- Sa localisation dans les bois et en pleine campagne, dans un secteur où la faune sauvage est toujours très présente et visible.
- Les rencontres avec les animateurs et soigneurs animaliers[2].
- La présentation à la fois d'espèces typiques, voire locales, et d'espèces plus fascinantes voire exotiques.
- Les intentions pédagogiques systématiquement associées au développement de nouvelles activités (chaîne alimentaire, espèces invasives, réchauffement climatique...)
- La présence d'une équipe scientifique spécialisée en éthologie, l'implication et les liens forts avec des partenaires spécialisés comme le Centre de Recherche et de Formation en Eco-éthologie, la Maison de la Nature de Boult-aux-Bois.

Depuis 2016, le parc Argonne Découverte est également un Centre de Soins de la faune sauvage, qui accueille des animaux blessés ou en situation de fragilité, afin de les aider à recouvrer les conditions nécessaires à la vie sauvage (autonomie alimentaire, juste distance vis-à-vis des humains, capacité à voler et/ou se déplacer normalement...).

## Description
Le site est aujourd'hui composé, :
- d'un parc à Loups en forêt,
- de Nocturnia, qui présente sur 600 m² une trentaine d'espèces animales au sein d'un noctarium,
- d'un enclos présentant des ratons-laveurs,
- de volières d'oiseaux et de rapaces,
- d'un spectacle d'oiseaux (quotidien d'avril à août),
- du Hamac à Bonds, une activité de trampolines dans les arbres,
- du Théâtre du Vivant, animé par un soigneur,
- d'une salle de cinéma 3D,
- de l'expo Des Animaux et des Hommes, qui présente les liens (animaux domestiques, élevages, trafic..),
- d'une petite ferme autour d'un village des métiers d'autrefois,
- d'un restaurant et d'aires de pique-nique.

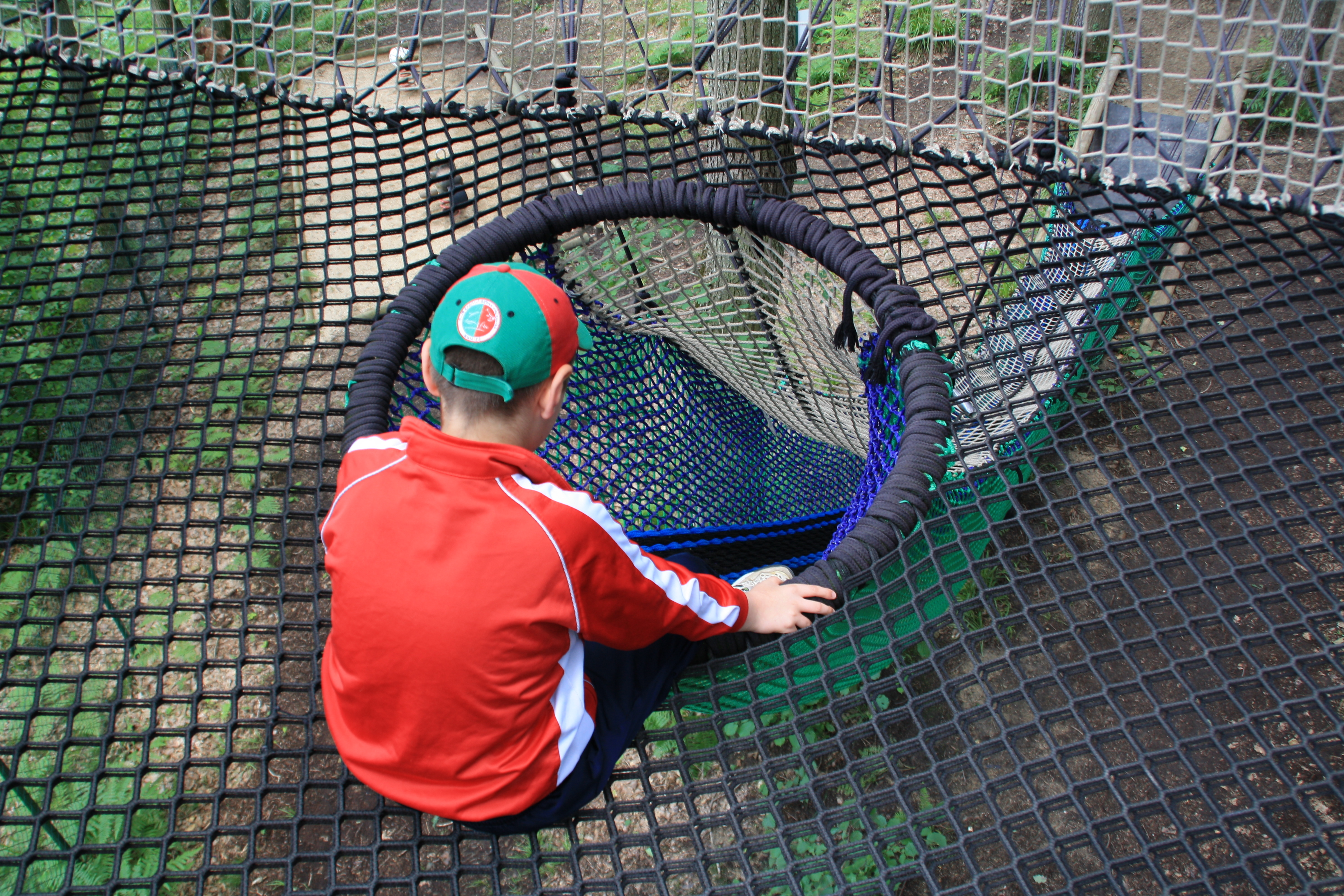
Le Hamac à Bonds (version 2018).

D'autres développements d'activités sont en réflexion.
Le parc Argonne Découverte est ouvert de Pâques à la Toussaint (toute l'année, le site peut-être ouvert pour les groupes).
Il est accessible aux personnes à mobilité réduite. Le nombre de visiteurs en 2017 a été de 42 000 entrées payantes.

## Galerie
|                     |
| Trois loups blancs. |

|                           |
| Une Effraie des Clochers. |

|                |
| Deux cigognes. |

|              |
| Une cigogne. |